# 桑德斯 (亞利桑那州)
桑德斯（英語：Sanders）是位於美國亞利桑那州阿帕契縣的一個人口普查指定地區。根據2010年美國人口普查，該地人口為630人，而該地的面積約為6.20平方千米。

## 地理
桑德斯的座標為35°12′59″N 109°20′01″W / 35.21639°N 109.33361°W，而該地最高點為海拔高度1788米（即5865英尺）。